# Peder Hansen Resen
Peder Hansen Resen (17 de junio de 1625 - 1 de junio de 1688) fue el historiador danés, estudioso legal y la residencia del presidente en la ciudad. Era hijo del obispo Hans Hansen Resen.

## Juventud y educación
Después de haber sido cuidadosamente preparado por maestros privados, fue colocado en 1641 en la Escuela de Nuestra Señora (Vor Frue Skole), donde pasó en 1643 a la universidad. En 1645 tomó certificaciones teológicas (certificaciones de teologisk) y desde un año escuchó en Our Lady School hasta que en mayo de 1647, acompañado por Rasmus Bartholin, viajó al extranjero, quien primero fue a los Países Bajos, donde Resen hizo una estadía de cuatro años. en Leiden, y se acostó después de la filología y la jurisprudencia. Aquí se reunió en 1651 con sus tres hermanos, de los cuales Elías se ahogó en una excursión a Ámsterdam. Poco después, Resen viajó a Francia y pasó varios meses en París, donde está en concierto con un maestro de Laurids Boarding industrioso que visitó, así como aprendió librerías y bibliotecas para hombres. Desde aquí fue a Orleáns y ahora entrena con Corfits Trolle y su mayordomo Conrad Hesse en un viaje no sin peligro por Francia y España, y solo el miedo a ser interceptados por los "turcos" los desanimó de cruzar desde Gibraltar a África. El camino de regreso pasó por el sur de Francia hasta Génova, donde Resen 1652 se separó de sus compañeros de viaje para ir a Padua, donde estudió jurisprudencia aproximadamente un año y ganó un gran prestigio entre los estudiantes que lo eligieron para Consiliarius nationis germanica jurisconsultorum y vicesyndikus universitarios; como tal, tuvo una audiencia con Dogen y el consejo de Venecia, adquirió un privilegio hasta ahora perdido de la universidad y podría, si lo hubiera deseado, haber logrado la Orden de San Marco. Su retrato estaba pegado en cobre por año, los juristas alemanes, los gastos, y su nombre y brazos colocados en un muro de piedra en la universidad. Un viaje planeado a Oriente que dio en la dirección de la enfermedad de su padre y se contentó con un viaje a Roma y Nápoles. En el camino de regreso se encontraba en Roma anunciado sobre la muerte de su padre, y en Florencia se enteró de la muerte de su madre. De Padua, donde sostuvo que sus honores académicos y recibió el Doctor en Derecho en septiembre de 1653, guió su camino de Trento, Augsburg, Regensburg, a través de Sajonia, Brunswick y Lüneburg a Hamburgo y finalmente a Lübeck a Copenhague, donde llegó en noviembre. 1653.

## Cargos y matrimonio
Como joven erudito de gran esperanza y miembro de una familia que tenía un nombre prestigioso en el mundo académico, Resen era obvio para una cátedra en la universidad. Como tal 1657 se convirtió en personal vacante, por lo tanto, él como profesor y ética se levantó en 1662 a la cátedra jurídica. Como era común en aquel entonces utilizar los excelentes esfuerzos de varias oficinas a la vez, también descubrió que las habilidades de Resens eran de uso multifuncional. 1664 lo convirtió en rey del alcalde de Copenhague, 1669, se convirtió en asesor de la Corte Suprema y en 1672 se convirtió en la oficina del presidente en la residencia de la ciudad que le fue confiada; Además, sirvió entre 1672 y 1676 en State College. 1677, fue Consejero, 1684 Consejero, y 1680, carta de Armas. La historia legislativa de la ley danesa, participó como miembro de la 3.ª revisión de la comisión (1680-1681). Comisión de Auditoría (1680-1681). Después de varios años de creciente enfermedad de gota, murió en Copenhague el 1 de junio de 1688. A partir de 1683 fue liberado de sus obligaciones fuera del Senado académico, ya que se le permitió transferirlos al maestro Jens Bircherod. Resen se casó el 8 de julio de 1655 en Copenhague con Anna Meier, con quien vivió en un matrimonio sin hijos, nació el 26 de febrero de 1625 en Itzehoe, donde su padre, Heine Meier, era un respetado hombre de negocios y era la viuda de Michael von Uppenbusch (d. 1645 como funcionario de aduanas en Glückstadt) y Poul Duus (muerto en 1654). Sobrevivió a Resen y medio años y murió en Copenhague la noche del 5 o 6 de diciembre de 1689.

## Historiador
Con las esperanzas unidas a Resen, estaba completamente satisfecho, era un adorno para la escuela secundaria popular danesa, y en la historia científica de Dinamarca mencionó su nombre con honor junto a los nombres de Wormer y Bartholiner. Como profesor, fue probablemente el primero que dio una conferencia sobre derecho danés; un tema de sus conferencias, se menciona a sí mismo, además de Chronologia juris civilis an ecclesiastici y Fundamenta juris civilis a Canonici, Jurisprudentia Romano Danica o "conocimiento correcto de las leyes del libro de leyes romano y danés", y se sabe que pensó en publicando su conferencia sobre abogado danés. El interés histórico vivo de Resen lo atrajo más a la lectura de las antiguas leyes nacionales, de las cuales publicó varias, así que en 1675 el hirdskrå noruego y el vederlagsret danés con traducción al danés y al latín, y más tarde varios tribunales de la ciudad antigua (1683), Erik Krabbe's traducción alemana de Jyske Law (1684, con un prefacio detallado, que contiene inteligencia del Dannebrog, Erik Krabbe y su familia y más) y leyes de Cristián II de Dinamarca (1684). 
Como fue pionero en el lanzamiento de estos viejos monumentos, Resen también fue reconocido por ser el primero que hizo disponible la Edda de Snorri y Völuspá y Hávamál en forma impresa (1665 y 1673), todos equipados con traducción al latín, Edda, junto con el danés La exhibición de Völuspá fue significativamente el trabajo de Gudmund André, y lo mismo vale para Lexicon Islandicum que Resen lanzó en 1683. No hay mucho de Resen en la gran obra histórica de Krønnike del rey Federico II, que publicó en 1680, principalmente apoyándose en una obra abandonada de Claus Christophersen Lyschander, pero solo el hecho de que pagó por tales escritos impresos, es todo honor valor. Otro trabajo histórico, que todavía tiene valor, es el cuerpo de Inscripciones Hafnienses, que dejó en imprenta en 1668 y el dedicado Canciller Peter Reedtz; También contiene información sobre Tycho Brahe y su presencia en Ven.

## Atlas Danicus
Pero la obra maestra de Resens, la forma en que usó la mayoría de sus fuerzas, y cuál es la conciencia general especialmente vinculada a su nombre, su gran Atlas Danicus. Su intención era dar una descripción de Dinamarca, con detalles de la historia y los monumentos de cualquier lugar. Ya en 1666 publicó su primer llamado para eliminar al clero para que le reportara para su uso en la producción de plantas, era tan importante como los Estados de antigüedades, tuvo atención, pero en solicitudes posteriores al clero de su ayuda (en 1681 y 1686), solicitó además información sobre sus peculiaridades físicas, su flora y fauna, etc. 
Sobre la base de los siguientes enlaces entrantes, cada uno de los cuales se ha vuelto a preservar, y sus propias colecciones dibujaron Resen su atlas, que también introdujo una cantidad de documentos y cartas, en danés, y usted tiene una idea del inmenso trabajo que se aplicó aquí, cuando uno escucha que el material para el desfile de 30 folios. Además, se relajó brevemente, folletos a vista de pájaro y otras imágenes que estaban pegadas en cobre o talladas en madera. 
Al hacer un trabajo tan voluminoso, el autor publicado se dio cuenta de que era insuperable, y por lo tanto, en sus últimos años, John Brown Man y otros elaboraron extractos de ellos en latín por rigidez. Como las muestras había (en 1675 y 1677) descripciones impresas de Samsoe y Copenhague; desafortunadamente, nunca más salió, aunque Resen tenía diferentes incentivos para las obras publicadas, que en 1685 era tan inminente que creó una comisión para revisarlo. Después de su muerte, su viuda, quien, como consecuencia de sus legados para asistir al atlas disponible, dio un paso allí, mientras le entregaba al maestro Christian Aarsleb la impresión, pero cuando poco después murió, y Aarsleb 1692 era sacerdote del pueblo, quedó en libertad. 
El trabajo estándar junto con la mayoría de las placas de cobre terminó en la Universidad de Copenhague, con el que se quemó en 1728 por el fuego de Copenhague. El trabajo derivado de Resens, y las muchas notas, en total 39 folios desaparecieron, pero existía una copia del Volumen 7 a partir de que Resen se había preparado para la prensa. La transcripción había sido hecha por orden de Privy Vincents Lerche. Después del incendio, Lerche se dio cuenta de que su copia había sido invaluable, y se la guardó para sí mismo, al igual que su hijo, quien la heredó. Pero cuando su hijo estaba en su lecho de muerte, legó sus obras al rey y estuvo a disposición del arquitecto Lauritz de Thurah, que estaba a punto de escribir una gran obra de Copenhague. Recibió la transcripción prestada e incluso había hecho una copia de esto. La copia del rey se quemó bajo el incendio del Palacio de Christiansborg en 1794 y solo Thurah regresó. Esto fue donado a la Biblioteca Real donde está hoy. 
Durante la década de 1900 (desde la primera edición de la descripción de Bornholm en 1925, el último volumen que describía las ciudades de Vestsjællands en 1996) eran principalmente del manuscrito, impreso tanto en la versión latina original como en la versión danesa, además de los muchos paneles de cobre. quienes habían sobrevivido al incendio (algunos se perdieron) también aparecieron en trabajos separados.

## Colección de libros de Resen
Resen fue, desde su juventud, un amante y conocedor de los libros. Cuánto estaba dispuesto a sacrificar para satisfacer su pasión literaria, se dice a sí mismo un ejemplo de su viaje al extranjero cuando vio la preciosa biblioteca del monasterio Collegium S. Laurentii en Madrid y en vano ofreció 100 dólares para obtener permiso para salir de la biblioteca e imprimir catálogo. Del total de  aproximadamente 1659 libros Resel, siempre; y los compró en una subasta: su hermano, la biblioteca del Dr. Paul Resen fue el primero en ser subastado en Copenhague (1661), y los obtuvo escribiendo a obispos y otros eruditos en Dinamarca, Noruega e Islandia, por ejemplo, Jacob y Peter Bircherod Seven, y dejó a "una gran persona y erudito" ir a Scania a comprar libros, como él mismo señala, era insaciable en su mente cuando les dijo que no eran bekommen. Se las arregló para crear una colección extraordinariamente rica de literatura danesa y nórdica, que él, junto con lo que había recopilado, especialmente por literatura legal extranjera, le dio a la biblioteca de la universidad en la que estos temas estaban poco representados; También una cantidad de manuscritos encontrados en la colección sobre la cual en 1686 publicó una lista con su curriculum vitae y retratos. Pero incluso esta rara colección que ni antes ni después ha sido su igual, pereció en 1728. La importante colección de manuscritos de su abuelo también le había otorgado la biblioteca de la universidad. De Copenhague lavsskråer y otros documentos sobre la historia de la capital, organizó una gran colección de manuscritos, que en parte todavía existe.

## Orden del Dannebrog, Gran Cruz

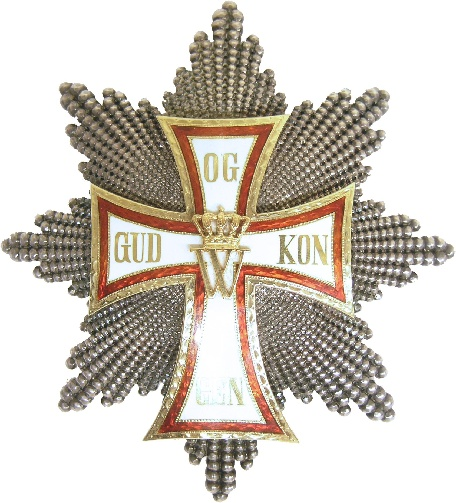
Orden del Dannebrog, estrella de pecho con Gran Cruz.

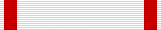
Cinta de la Orden del Dannebrog,